# Tumerozetes
Tumerozetes – rodzaj roztoczy z kohorty mechowców i rodziny Tumerozetidae.
Rodzaj ten został opisany w 1966 roku przez Marie Hammer. Gatunkiem typowym wyznaczono Tumerozetes bifurcatus.
Mechowce te mają charakterystycznie nabrzmiałe pola propodosomalne. Notogaster z podłużnymi żeberkami nachodzącymi na bruzdę dorsosejugalną i krótkimi pteromorfami. Szczeciny notogastralne występują w liczbie 10 par, genitalne 6 par, aggenitalne 1 pary, analne 2 par, a adanalne 2 par. Odnóża jednopalczaste.
Rodzaj znany tylko z krainy australijskiej, endemiczny dla Nowej Zelandii.
Należy tu 6 opisanych gatunków:
- Tumerozetes baloghi Mahunka, 1983
- Tumerozetes bifurcatus Hammer, 1966
- Tumerozetes circularis Hammer, 1966
- Tumerozetes indistinctus Hammer, 1966
- Tumerozetes parallelus  Hammer, 1966
- Tumerozetes pumilis Hammer, 1966